# Sandi Morris
Pour les articles homonymes, voir Morris.
Sandi Morris (née le 8 juillet 1992 à Downers Grove) est une athlète américaine, spécialiste du saut à la perche. Le 9 septembre 2016, elle devient la 2de femme à franchir la barre des 5,00 mètres en plein air lors du Mémorial Van Damme de Bruxelles.

## Biographie
Deuxième des championnats panaméricains juniors de 2011, elle remporte en 2014 la médaille d'or des Championnats NACAC espoirs.
En mai 2015, à Starkville, elle porte son record personnel à 4,72 m puis à 4,76 m à Heusden-Zolder le 18 juillet. Aux Championnats du monde de Pékin, elle échoue au pied du podium avec 4,70 m.

### Saison 2016

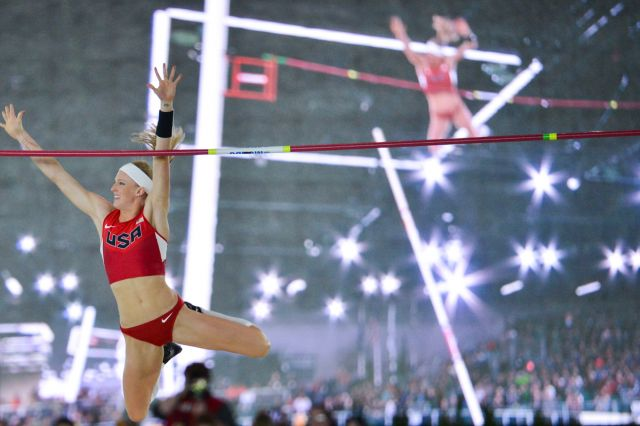
Sandi Morris lors des mondiaux en salle 2016.

Le 6 février 2016, Morris efface une barre à 4,80 m à son second essai lors du Missouri Southern Lion Invite de Joplin (Missouri), avant d'échouer à 4,88 m. Le 13 mars 2016, Morris remporte le titre national en salle avec 4,95 m à son premier essai, établissant la troisième meilleure performance de tous les temps en salle. Elle devance Jennifer Suhr (4,90 m) et Demi Payne (4,85 m). La semaine suivante, Morris devient vice-championne du monde en salle avec un saut à 4,85 m, derrière Jennifer Suhr (4,90 m).
Très tôt dans la saison estivale, l'Américaine améliore son record personnel en plein air à 4,80 m. Elle confirme le 23 avril suivant en franchissant 4,81 m à Fayetteville. Le 6 mai, Morris remporte la Doha Diamond League 2016 avec 4,83 m, meilleure performance mondiale de l'année, record du meeting et record personnel. Le 20 mai suivant, Sandi Morris casse sa perche lors du Golden Spike Ostrava et se blesse à la main, l'éloignant des compétitions pour un mois.
Le 10 juillet, elle se qualifie officiellement pour les Jeux olympiques de Rio en prenant la 2de place des sélections olympiques américaines avec 4,75 m, derrière Jennifer Suhr (4,80 m). Le 23 juillet suivant, Morris devient la 2e perchiste la plus élevée de l'histoire en plein air en effaçant une barre à 4,93 m à Houston (derrière le record du monde de Yelena Isinbayeva à 5,06 m) en battant à cette occasion le record national de Jennifer Suhr (4,92 m en 2008). Elle tente, sans succès, de franchir une barre à 5,07 m.
Le 19 août, Sandi Morris devient vice-championne olympique de la discipline lors de la finale des Jeux olympiques de Rio avec un saut à 4,85 m, échouant d'un souffle à 4,90 m. Elle est finalement devancée aux essais par la Grecque Ekateríni Stefanídi.
Le 9 septembre, lors du Mémorial Van Damme de Bruxelles, Sandi Morris franchit dans un premier temps une barre à 4,94 m, synonyme de nouveau record personnel et national. Puis, elle entre dans l'histoire en devenant la 2de femme à franchir la barre des 5,00 m en plein air (3e en ajoutant Jennifer Suhr en salle) après Yelena Isinbayeva, 1re perchiste de l'histoire à réaliser cet exploit en 2005.

### Saison 2017

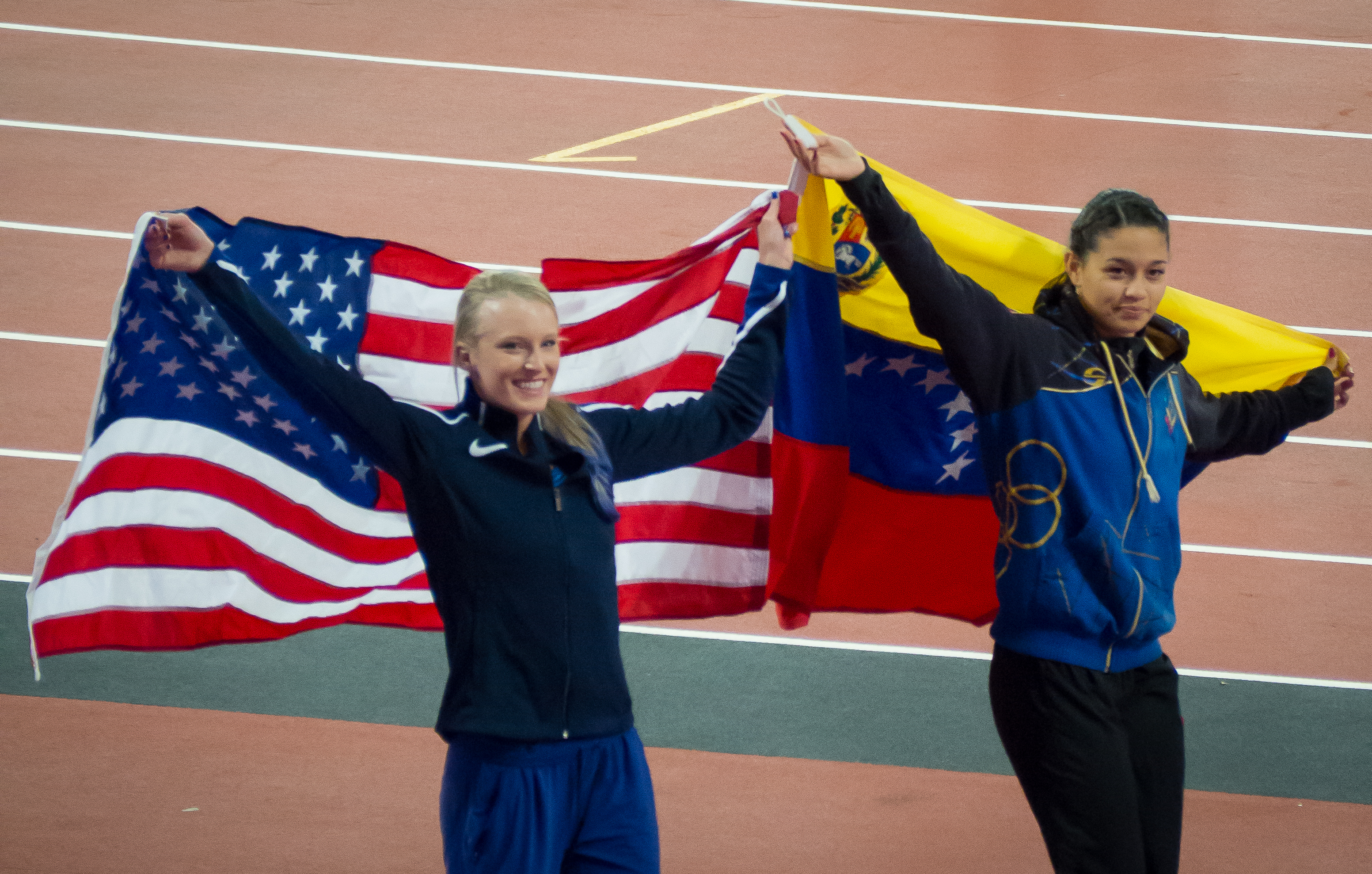
Sandi Morris et Robeilys Peinado lors des championnats du monde 2017

Après avoir ouvert sa saison hivernale avec 4,65 m, Sandi Morris participe à Rouen au Perche Élite Tour le 28 janvier et remporte le concours avec 4,57 m, malgré le décalage horaire. Elle remporte ensuite le meeting de Clermont-Ferrand avec 4,71 m puis franchit 4,72 m à New York le 11 février, toutefois battue par Ekateríni Stefanídi.
Le 26 avril, elle remporte les Drake Relays avec 4,72 m. Le 6 août, elle devient vice-championne du monde avec 4,75 m à l'occasion des championnats du monde de Londres, encore battue par Ekateríni Stefanídi (4,91 m, NR).

### Saison 2018

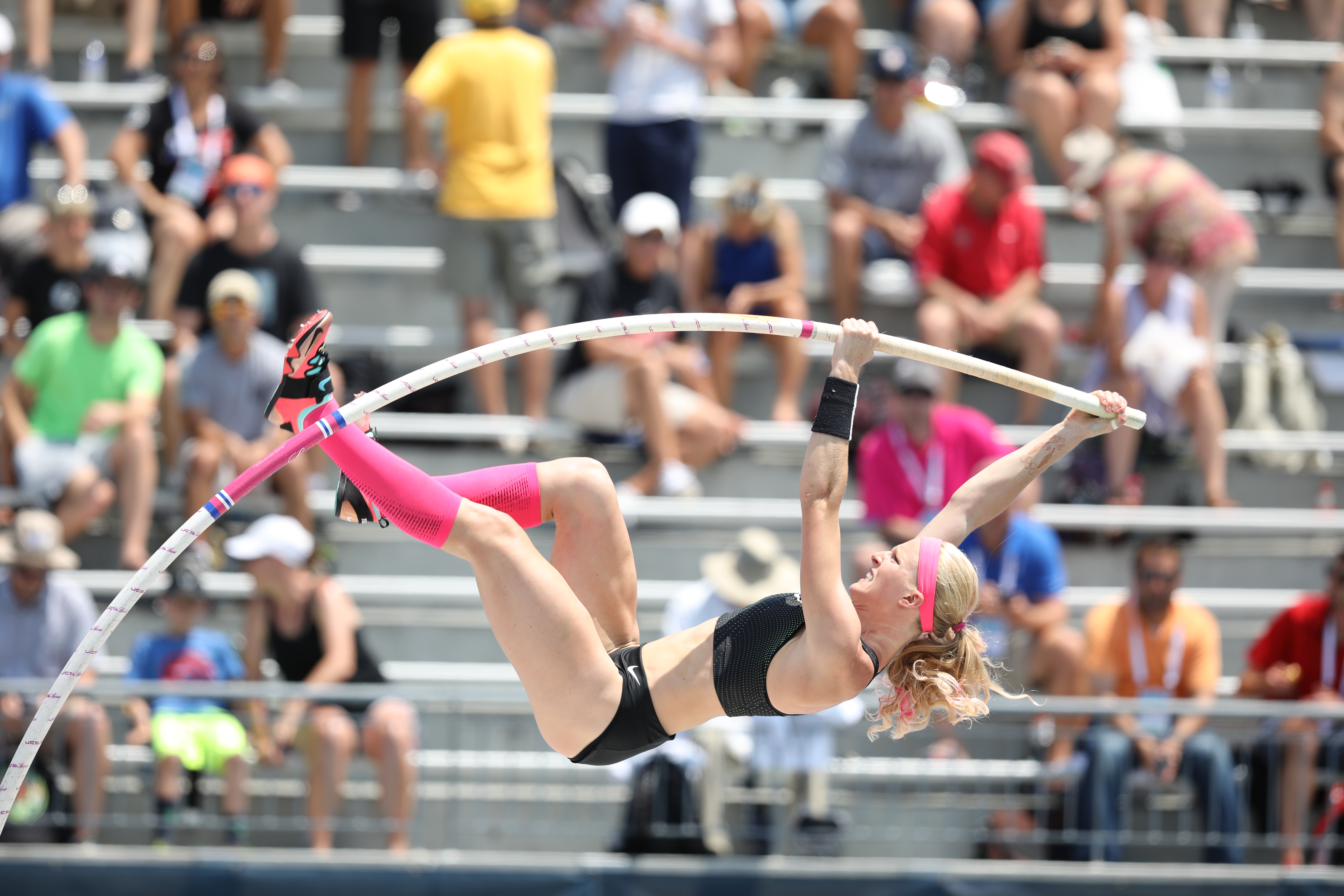
Sandi Morris aux Championnats des États-Unis 2018

La saison 2018 débute bien pour Sandi Morris. Le 12 janvier, à Reno, elle franchit 4,90 m et s'octroie la meilleure performance mondiale de l'année, ainsi que d'un record du meeting. Blessée ensuite au dos pour des raisons inexpliquées, elle se rend tout de même aux championnats des États-Unis en salle et remporte la médaille d'argent avec un saut à 4,86 m, derrière la surprenante Katie Nageotte (4,91 m, WL), et se qualifie ainsi pour les championnats du monde en salle.
Le 3 mars, en finale des championnats du monde en salle de Birmingham, Sandi Morris décroche à 25 ans son premier titre majeur. Au terme d'un concours sublime, elle s'impose avec une barre à 4,95 m, record personnel égalé et record des championnats battus. Elle devance la Russe Anzhelika Sidorova, auteure de 4,90 m (record personnel), et la Grecque Ekateríni Stefanídi (4,80 m). Elle tente 5,04 m, pour un nouveau record du monde, sans succès. Elle succède au palmarès à sa compatriote Jennifer Suhr, absente de la compétition à la suite de sa 3e place aux championnats des États-Unis (seules 2 athlètes par pays son retenu(e)s).
Sandi Morris effectue sa rentrée internationale estivale à l'occasion des Drake Relays où elle établit rapidement la marque de 4,88 m. Une semaine plus tard, le 4 mai, elle remporte l'étape de Doha Diamond League, comptant pour la ligue de diamant, en améliorant son propre record du meeting avec 4,84 m. 3e à Eugene avec 4,70 m, elle renoue avec la victoire à Oslo avec 4,81 m et à Stockholm avec 4,86 m, battant d'un centimètre le record du meeting détenu par Yelena Isinbayeva.
Le 28 juillet, dans sa ville natale de Greenville en Caroline du Sud, Morris remporte une compétition de rue et établit la meilleure performance mondiale de l'année à 4,95 m. Elle tente ensuite 5,07 m, un centimètre au-dessus du record du monde, mais échoue dans ses trois tentatives, dont la dernière de peu. Le 11 août, dans des conditions météorologiques difficiles, elle termine 3e des championnats NACAC de Toronto avec 4,65 m, derrière Katie Nageotte (4,75 m) et Yarisley Silva (4,70 m). La semaine suivante, elle s'impose au Birmingham Grand Prix avec 4,62 m, sa plus basse performance de la saison, devant Ekateríni Stefanídi (4,52 m) et Nikoléta Kiriakopoúlou et Katie Nageotte (4,40 m). Le vent a joué un rôle dans ces performances.
Elle remporte une nouvelle médaille d'argent lors des championnats du monde 2019 à Doha avec 4,90 m.
Lors des championnats du monde 2022 à Eugene, elle décroche une nouvelle médaille d'argent, devancée aux nombre d'essais franchis par Katie Nageotte.

## Vie privée
Sandi Morris entretient une relation amoureuse avec le sauteur en longueur Bermudien Tyrone Smith, finaliste olympique (2012) et mondial (2015). Ils se fiancent le 30 août 2018 lors de la finale de la ligue de diamant 2018.

## Palmarès

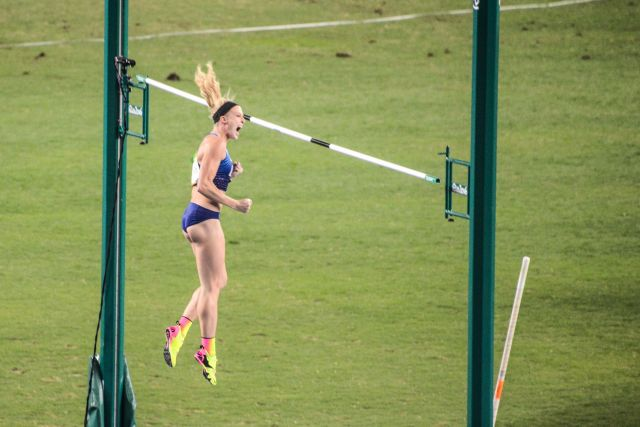
Sandi Morris lors des Jeux olympiques de 2016

### International
| Date | Compétition                        | Lieu             | Résultat | Marque  |
| ---- | ---------------------------------- | ---------------- | -------- | ------- |
| 2011 | Championnats panaméricains juniors | Miramar          | 2e       | 4,05 m  |
| 2014 | Championnats NACAC espoirs         | Kamloops         | 1re      | 4,40 m  |
| 2015 | Championnats du monde              | Pékin            | 4e       | 4,70 m  |
| 2016 | Championnats du monde en salle     | Portland         | 2e       | 4,85 m  |
| 2016 | Jeux olympiques                    | Rio de Janeiro   | 2e       | 4,85 m  |
| 2016 | Ligue de diamant                   | Ligue de diamant | 2e       | détails |
| 2017 | Championnats du monde              | Londres          | 2e       | 4,75 m  |
| 2017 | Ligue de diamant                   | Ligue de diamant | 2e       | 4,75 m  |
| 2018 | Championnats du monde en salle     | Birmingham       | 1re      | 4,95 m  |
| 2018 | Championnats NACAC                 | Toronto          | 3e       | 4,65 m  |
| 2018 | Coupe continentale                 | Ostrava          | 3e       | 4,85 m  |
| 2018 | Ligue de diamant                   | Ligue de diamant | 2e       | 4,87 m  |
| 2019 | Championnats du monde              | Doha             | 2e       | 4,90 m  |
| 2022 | Championnats du monde en salle     | Belgrade         | 1re      | 4,80 m  |
| 2022 | Championnats du monde              | Eugene           | 2e       | 4,85 m  |
| 2023 | Championnats du monde              | Budapest         | 7e       | 4,65 m  |
| 2023 | Ligue de diamant                   | Ligue de diamant | 3e       | 4,71 m  |
| 2024 | Championnats du monde en salle     | Glasgow          | 5e       | 4,65 m  |

### National
- Championnats des États-Unis d'athlétisme
  - vainqueur en 2017, 2018, 2019 et 2022
- Championnats des États-Unis d'athlétisme en salle
  - vainqueur en 2016, 2017, 2020 et 2022

## Records
| Épreuve          | Épreuve   | Marque      | Lieu                | Date                     |
| ---------------- | --------- | ----------- | ------------------- | ------------------------ |
| Saut à la perche | Plein air | 5,00 m (NR) | Bruxelles           | 9 septembre 2016         |
| Saut à la perche | En salle  | 4,95 m      | Portland Birmingham | 12 mars 2016 3 mars 2018 |

### Meilleures performances de l'année
| Année | Marque     | Date                        | Lieu                  | Rang |
| ----- | ---------- | --------------------------- | --------------------- | ---- |
| 2009  | 3,81 m     | 30 mai 2009                 | Atlanta               | —    |
| 2010  | 4,05 m     | 30 juillet 2010             | Sacramento            | —    |
| 2011  | 4,30 m     | 8 avril 2011                | Durham                | 68   |
| 2012  | 4,23 m (i) | 18 février 2012             | Chapel Hill           | 120  |
| 2013  | 4,43 m (i) | 1er mars 2013               | Fayetteville          | 47   |
| 2014  | 4,55 m     | 27 juillet 2014             | Sacramento            | 14   |
| 2015  | 4,76 m     | 18 juillet 2015             | Heusden-Zolder        | 6    |
| 2016  | 5,00 m     | 9 septembre 2016            | Bruxelles             | 1    |
| 2017  | 4,87 m (i) | 23 août 2017                | Zürich                | 2    |
| 2018  | 4,95 m     | 3 mars 2018 27 juillet 2018 | Birmingham Greenville | 1    |
| 2019  | 4,90 m     | 29 septembre 2019           | Doha                  | 3    |
| 2020  | 4,91 m (i) | 8 février 2020              | New York              | 2    |
| 2021  | 4,88 m (i) | 7 février 2021              | Fayetteville          | 4    |
| 2022  | 4,85 m     | 17 juillet 2022             | Eugene                | 2    |
| 2023  | 4,80 m     | 4 septembre 2023            | Locarno               | 5    |